# St. Sigmund (Kiens)
St. Sigmund, im Volksmund Zimat (italienisch San Sigismondo; Altname Beuern), ist eine Fraktion der Gemeinde Kiens in Südtirol (Italien). St. Sigmund war bis zum Jahr 1929 eine eigenständige Gemeinde.

## Lage
Der Ortskern des etwa 600 Einwohner zählenden Dorfs liegt am Talboden des Pustertals auf der orographisch rechten Seite der Rienz etwa drei Kilometer westlich des Hauptorts Kiens. Auf der gegenüberliegenden Flussseite liegt der Weiler Ilstern.

## Geschichte
Der Altname der Siedlung war Beuern und ist ersturkundlich in einer Traditionsnotiz des Hochstifts Brixen von ca. 1050–1065 als Burin bezeugt; spätere Formen sind 1295 als Pewern und 1318 als Pæuren belegt. Der Namenswechsel erfolgte im 15. Jahrhundert, als Herzog Sigmund von Österreich-Tirol die Kirche zum Memorialort bestimmte – von 1456 datiert die Erstnennung als Sandt Sigmundt.

## Sehenswertes

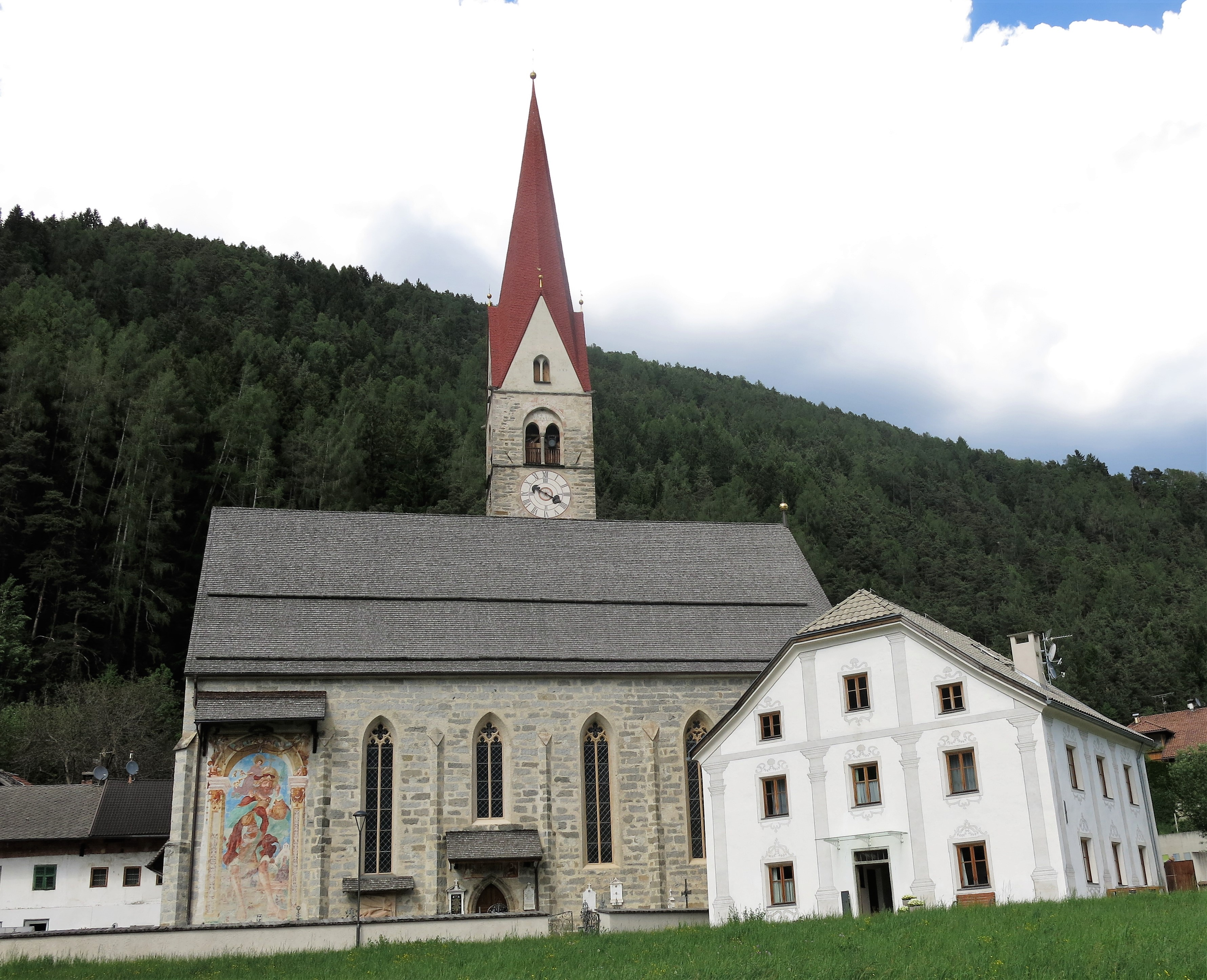
Pfarrkirche

- Die gotische Pfarrkirche in St. Sigmund beherbergt einen Flügelaltar aus der Zeit um 1440.
- Die zweite Kirche Unsere Liebe Frau im Stöckl (auch Stöcklkapelle, italienisch Chiesa di Nostra Signora) am westlichen Ortsrand wurde im 17. Jahrhundert erbaut.

## Bildung
In St. Sigmund gibt es eine Grundschule für die deutsche Sprachgruppe.

## Einwohnerentwicklung

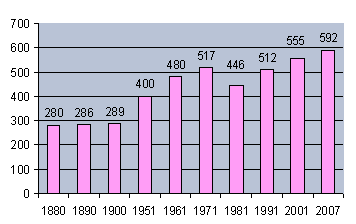
Einwohnerentwicklung von St. Sigmund

Seit Anfang des 20. Jahrhunderts hat sich die Einwohnerzahl mehr als verdoppelt. Das Dorf wächst vor allem seit den 1980er Jahren.

## Verkehr
An St. Sigmund führt die SS 49 vorbei. Ilstern wird von der Pustertalbahn und der Radroute 3 „Pustertal“ passiert.